# 利·范·瓦伦
利·范·瓦伦（英語：Leigh Van Valen，1935年8月12日—2010年10月16日）是一位美国进化生物学家，芝加哥大学教授，提出了著名的紅皇后假說（名字来自于《愛麗絲鏡中奇遇》）。